# Cyia Batten
Cyia Batten (Locust Valley, 26 gennaio 1972) è un'attrice, ballerina e imprenditrice statunitense.
È nota per aver fatto parte del gruppo burlesque The Pussycat Dolls, fin dal suo esordio nel 1995, e per aver interpretato alcuni personaggi di Star Trek, tra cui, per prima, la mezza Bajoriana, mezza Cardassiana, Tora Ziyal, figlia dell'antagonista Gul Dukat, nella serie Star Trek: Deep Space Nine, oltre a Navaar, una delle tre alla Schiave di Orione che compaiono nell'episodio della quarta stagione della serie Star Trek: Enterprise, Le schiave di Orione.

## Biografia
Cyia Batten nasce nel 1972 a Locust Valley, una frazione sulla North Shore di Long Island, nello stato di New York. Frequenta la School of American Ballet di New York, dove studia danza classica, mentre d'estate frequenta la New York State School of the Arts, scuola esclusiva che accetta solamente 50 studenti tra oltre un migliaio di candidati.
Ha lavorato come ballerina professionista in tutto il mondo, per vari progetti e artisti. Negli anni novanta diventa uno dei componenti della gruppo di burlesque The Pussycat Dolls, fondato da Robin Antin nel 1995. Il gruppo, che tra i suoi membri comprende anche la futura attrice Christina Applegate, esegue brani pop degli anni cinquanta e sessanta, indossando costumi da pin-up, esibendosi ogni giovedì sera al The Viper Room di Los Angeles fino al 2001. Ha inoltre danzato per Carmen Electra, in una rappresentazione dell'Aida al Teatro comunale di Firenze, al festival Il canto delle sirene di Sorrento, ecc.
Nello stesso anno in cui ha avuto inizio l'esperienza con la Pussycat Dolls, Cyia Batten ha debuttato nel ruolo di attrice in un episodio della serie televisiva Red Shoe Diaries, al fianco di Carolyn Seymour. Ha avuto ruoli in film come: La guerra di Charlie Wilson, Non aprite quella porta - L'inizio, Sins of the Mind, Charlie's Angels - Più che mai, La cosa più dolce... e Killer Movie, e in serie televisive quali: CSI - Scena del crimine, CSI: NY, CSI: Miami e Crossing Jordan e Studio 60 on the Sunset Strip.
È stata interprete di alcuni personaggi del franchise di Star Trek. È infatti la prima delle tre attrici che impersona la mezza Bajoriana, mezza Cardassiana, figlia di Gul Dukat, Tora Ziyal, negli episodi della  quarta stagione della serie Star Trek: Deep Space Nine, I sopravvissuti della Ravinok (Indiscretion, 1995) e Ritorno alla gloria (Return to Grace, 1995); la Terelliana Irina nell'episodio della settima stagione della serie Star Trek: Voyager, La gara (Drive, 2000); la Schiava di Orione Navaar, nell'episodio della quarta stagione della serie Star Trek: Enterprise, Le schiave di Orione (Bound, 2005), dove mette a frutto la sua prima attività artistica di ballerina, per incantare l'equipaggio dell'Enterprise NX-01 con le sue movenze e i suoi feromoni di Orianiana.
È stata premiata come miglior attrice al Screamfest di Los Angeles nel 2005 per il suo ruolo in Cookers dove interpreta una dipendente di metanfetamica. Nel 2007 Ha sostituito l'attrice Kelly Carlson nel film horror Killer Movie.
Dopo aver abbandonato l'attività di attrice nella prima metà degli anni duemiladieci, si è dedicata all'attività di imprenditrice nel campo dell'arredamennto di interni.

## Filmografia parziale

### Cinema
- Effetti collaterali (Senseless), regia di Penelope Spheeris (1998)
- Indiziata di omicidio (Black and White), regia di Yuri Zeltser (1999)
- Cookers, regia di Dan Mintz (2001)
- Bubble Boy, regia di Blair Hayes (2001) - non accreditata
- La cosa più dolce... (The Sweetest Thing), regia di Roger Kumble (2002)
- Charlie's Angels - Più che mai (Charlie's Angels: Full Throttle), regia di McG (2003)
- American Crime, regia di Dan Mintz - direct-to-video (2004)
- Prigione di vetro 2 (Glass House: The Good Mother), regia di Steve Antin - direct-to-video (2006)
- Non aprite quella porta - L'inizio (The Texas Chainsaw Massacre: The Beginning), regia di Jonathan Liebesman (2006)
- La guerra di Charlie Wilson (Charlie Wilson's War), regia di Mike Nichols (2007)
- Killer Movie, regia di Jeff Fisher (2008)

### Televisione
- W.E.I.R.D. World, regia di William Malone - film TV (1995)
- Red Shoe Diaries - serie TV, episodi 4x09-5x14 (1995-1996)
- Star Trek: Deep Space Nine - serie TV, episodi 4x04-4x13 (1995-1996)
- La notte degli sciacalli (Marshal Law), regia di Stephen Cornwell - film TV (1996)
- Sins of the Mind, regia di James Frawley - film TV (1997)
- Gli specialisti (Soldier of Fortune, Inc.) - serie TV, episodio 1x05 (1997)
- Jarod il camaleonte (The Pretender) - serie TV, episodio 2x04 (1997)
- Due poliziotti a Palm Beach (Silk Stalkings) - serie TV, episodio 7x19 (1998)
- Profiler - Intuizioni mortali (Profiler) - serie TV, episodio 3x17 (1999)
- Beyond Belief: Fact or Fiction - serie TV, episodio 3x04 (1999)
- The Strip - serie TV, episodio 1x02 (1999)
- Rude Awakening - serie TV, episodio 2x14 (1999)
- Popular - serie TV, episodio 1x10 (1999)
- At Any Cost, regia di Charles Winkler - film TV (2000)
- Star Trek: Voyager - serie TV, episodio 7x03 (2000)
- Nash Bridges - serie TV, episodio 6x10 (2000)
- The Lone Gunmen - serie TV, episodio 1x12 (2001)
- NYPD - New York Police Department (New York Police Department) - serie TV, episodio 9x14 (2002)
- Robbery Homicide Division - serie TV, episodio 1x08 (2002)
- The Guardian - serie TV, episodio 2x014 (2003)
- CSI - Scena del crimine (CSI: Crime Scene Investigation) - serie TV, episodio 3x19 (2003)
- Squadra Med - Il coraggio delle donne (Strong Medicine) - serie TV, episodio 4x08 (2003)
- CSI: NY - serie TV, episodio 1x13 (2005)
- Star Trek: Enterprise - serie TV, episodio 4x17 (2005)
- CSI: Miami - serie TV, episodio 5x03 (2006)
- Studio 60 on the Sunset Strip - serie TV, episodi 1x04-1x14 (2006-2007)
- Eyes - serie TV, episodio 1x12 (2007)
- Crossing Jordan - serie TV, episodio 6x07 (2007)
- Suspect, regia di Guy Ritchie - film TV (2007)
- Swingtown - serie TV, episodio 1x09 (2008)
- Nip/Tuck - serie TV, episodio 5x15 (2009)
- NCIS: Los Angeles - serie TV, episodio 4x11 (2013)
- Killer Reality, regia di Jeff Fisher - film TV (2013)

## Trasmissioni televisive
- Fashion Rock - speciale TV (2004)

## Riconoscimenti
- Screamfest
  - 2005 - Miglior attrice per Cookers[1]

## Doppiatrici italiane
Nelle versioni in italiano delle opere in cui ha recitato, Cyia Batten è stata doppiata da: 
- Michela Alborghetti in CSI - Scena del crimine
- Francesca Fiorentini in CSI: NY
- Laura Boccanera in CSI: Miami
- Tiziana Martello in Nip/Tuck
- Alessandra Cassioli in NCIS: Los Angeles